# Juan Ribas Carrasquilla
Juan (de) Ribas o Rivas y Carrasquilla (Córdoba, mayo de 1612-Córdoba, 4 de noviembre de 1687) fue un religioso y escritor dominico.

## Biografía
Rafael Ramírez de Arellano dice que fue hijo de Alonso Pérez y de María de Rivas y fue bautizado el 6 de mayo de 1612. Estudió en el colegio de San Pablo de Córdoba y luego en la Universidad de Almagro (Ciudad Real) hasta adquirir el magisterio. Se trasladó a Mallorca, donde vivió tantos años que incluso hubo quien lo tuvo por natural de esa isla. Fue prior del convento de Orán algún tiempo y en 1665 lo era del de Granada; en 1673 lo fue del de San Pablo de Córdoba, donde le sorprendió la muerte el 4 de noviembre de 1687.
Hombre de grandes aptitudes intelectuales, fue también un satírico mordaz de jesuitas y franciscanos. Respecto a los jesuitas, polemizó sobre la ciencia media o disputa de auxiliis (1582-1607) recurriendo incluso a infundios e inexactitudes en su Teatro jesuítico (1654), que fue traducido al holandés y posteriormente mandado quemar por la Inquisición, y Barragán Botero. No menor inquina vertió contra el franciscano Raimundo Lulio, que plasmó también en el libro Su oro al César y a Dios su gloria (1662). Sin embargo, una grave enfermedad le hizo recapacitar y se retractó de todos esos escritos en el folleto Advertido entendimiento y última voluntad. A su muerte, un tal T. Cano imprimió un Llanto lúgubre del Real Convento de San Pablo de Córdoba por la pérdida de su ilustre hijo el M. R. P. Fray Juan de Rivas y Canasquilla. Córdoba, 1687.

## Obras
- Advertido entendimiento y última voluntad. Satisfacción que da el presentado fray Juan Ribas, religioso, aunque indigno, del hábito del glorioso patriarca Santo Domingo de Guzmán. Turín: Herederos de Juan Doménico, 1664. Hay segunda edición con título distinto: Retrato en que se retrata primera y segunda vez de sus faltas y muchos desaciertos que ha hecho y dicho sin atención, ciencia ni verdad, el M. R. P. presentado fray Juan de Ribas del Orden del Enclito Patriarca Santo Domingo, Reggio, Viuda de Ascando Matinego, 1664.
- Aprobación Córdoba, 1 de abril de 1662. En José de León y Manzanares,  Relación de las solemnes fiestas que en celebridad del nuevo Breve de Alejandro VII se han hecho en Córdoba. Córdoba, 1662. Preliminares.
- Aprobación. Zaragoza, 7 de agosto de 1660. En Juan Ginio, Vida prodigiosa y felicísima muerte de sor María Salinas. Zaragoza, 1660. Preliminares.
- Carta del presentado Fray, del Orden de Santo Domingo. Turín: Herederos de Juan Doménico Tarino, [s. a.]
- Censura. En Francisco de los Ríos y Córdoba. El hombre práctico. Bruselas, 1686. Preliminares.
- Copia de lo que un Botero de Burgos respondió a dos cartas, una de cierto prebendado en la Corte y otra de un Doctor en cierta Universidad de España. En los idus de octubre del año de 1653. [1653]
- Declaración inter privatas parietes, citada por el autor
- Defensa de la doctrina del Angélico Doctor mejor ejecutada y su juramento más bien cumplido, con la real insinuación obedecida diciendo: Bendito y alabado sea el Santísimo Sacramento y la Inmaculada Concepción de la Virgen María, Nuestra Señora, concebida sin mancha de pecado original en el primer instante de su Ser. Granada: Imp. Real de Francisco Sánchez, 1663.
- Defensa de la doctrina del Angélico Doctor mejor ejecutada y su juramento más bien cumplido, con la real insinuación obedecida diciendo: Bendito y alabado sea el Santísimo Sacramento y la Inmaculada Concepción de la Virgen María, Nuestra Señora, concebida sin mancha de pecado original en el primer instante de su Ser. Madrid: Impr. de Pablo Val, 1663.
- Notas sobre el título entitulado Fisionomía del vicio y la virtud, suponiendo al specie de que se escribio satirizando a cierto señor, 1677, manuscrito en la Biblioteca Virtual de Andalucía.
- Respuesta monopántica dirigida a Don Frisfris de la Borra, nuevamente confirmado con el nombre de Fiera-Bras Judain. 16 fols.
- Retrato en que se retrata primera y segunda vez de sus faltas y muchos desaciertos que ha hecho y dicho sin atención, ciencia, ni verdad el M. R. P. presentado Fray, del Orden del ínclito Patriarca Santo Domingo. Madrid: por la Viuda de Ascanio Martinengo, 1664.
- Sermón de la Inmaculada Concepción de la Virgen María. Granada, 1665.
- Sermón de la Inmaculada Concepción de la Virgen María. Pamplona: Gaspar Martínez, 1666.
- Sermón del Angélico Doctor Santo Tomás de Aquino en su día, en el Real Convento de San Pablo de Córdoba. Córdoba, 1662.
- Sermón predicado en el muy ilustre y real convento de San Pablo de Córdoba en la festividad del glorioso San Jacinto, de la Orden de Predicadores. Écija: Luis Estupiñán, 1642.
- Sermón predicado entre los dos coros de la Santa Iglesia de Sevilla, en las solemnísimas honras del Santo Rey Don Fernando III de Castilla, asistiendo el ilustrísimo y reverendísimo Sr. Arzobispo y los dos gravísimos Cabildos eclesiástico y secular: 9 de julio de 1653. Sevilla: Francisco Ignacio de Lira, 1655.
- Sobre el alabado sea, etc.
- Su oro al César y a Dios su gloria. Zaragoza y Córdoba en casa de Andrés Carrillo, 1662.
- Con el pseudónimo de Francisco de la Piedad, Teatro jesuítico: apologetico discurso, con saludables y seguras dotrinas, necessarias a los principes y señores de la tierra. Coímbra: Guillermo Cendrat, 1654.
- Vida y milagros del P. Fray Álvaro de Córdoba, del Orden de Predicadores, hijo del Real Convento de San Pablo de Córdoba. Córdoba: Diego de Valverde y Leyva y Acisclo Cortés de Rivera, 1687.
- Las indulgencias del Rosario, Córdoba, 1680.